# David Allan Young
David Allan Young, Jr. (26 de maio, 1915, Wilkinsburg, Pennsylvania - 8 de junho, 1991, Louisville, Kentucky), foi um entomologista dos Estados Unidos.
A espécie Neolaccogrypota youngi, nativa do Peru, foi nomeada em sua homenagem.

## Publicações selecionadas
- Young D. A. 1968. Taxonomic study of the Cicadellinae (Homoptera: Cicadellidae). Part 1. Proconiini. Bull. U.S. Nat. Mus. 261:1–287.
- Young D. A. 1977. Taxonomic Study of the Cicadellinae (Homoptera: Cicadellidae). Part 2. New World Cicadellini and the Genus Cicadella.. North Carolina Agric. Exp. Sta. Tech. Bull. 239:1–1135.
- Young D. A. 1986. Taxonomic Study of the Cicadellinae (Homoptera: Cicadellidae), Part 3. Old World Cicadellini. North Carolina Agric. Res. Ser. Tech. Bull. 281:1–639.
- Young D. A. Jr. (1957) The leafhopper tribe Alebrini (Homoptera: Cicadellidae) Proceedings of the United States National Museum 107: 127-277